# Zaghloul El-Balshi
Zaghloul El-Balshi es un abogado, jurista y funcionario público egipcio.

## Biografía
Él fungió como secretario general de la Comisión Suprema Electoral durante la 1ª vuelta del referéndum constitucional de Egipto de 2012, nombrado para ello por el presidente de Egipto Mohamed Morsi, y que renunció a su cargo el 19 de diciembre de 2012 aludiendo a "problemas de salud".

## Motivo de la renuncia
Zaghloul El-Balshi será sometido a una intervención quirúrgica ocular informó una fuente judicial citada por el diario estatal 'Al Ahram'.